# Barbara Serdakowski
 (février 2021).
Barbara Serdakowski est une poète et écrivaine d'origine polonaise qui écrit et publie principalement en italien.

## Biographie
Barbara Serdakowski est née en 1964 à Gryfino en Pologne. La famille s'installe au Maroc où son père a trouvé du travail. Elle parle le polonais à la maison, le français à l'école et s’intéresse à l'arabe. En 1974, nouvel exil au Canada. Après ses études secondaires, elle étudie à l'université anglophone Concordia à Montréal. Elle y rencontre un artiste italien, Cesare Oliva, venant du Vénézuela. Ils se marient et s'établissent en 1996 à Florence. À la fin des années 1990, elle décide d'écrire en italien au détriment du français.
Elle collabore aux revues italiennes La nuova Tribuna letteraria, Helios Magazine, Prospektiva, Ghibli, Pagine, Pagina zero, françaises Le Baron Samedi, Phréatique langage e création, Vers de Plume, Nouvelle Plume, Dégaine-ta rime et polonaise Dekada.

## Œuvre
- Katerina e la sua guerra, roman, Robin, 2009
- Gli aranci di Tadeusz, roman, Roma, Ensemble 2008 [présentation en ligne : Maria Cristina Mauceri (Università di Sydney), « Gli aranci di Tadeusz di Barbara Serdakowski »]
- La Verticalità esistere linearmente, poèmes, L'Autore Libri Firenze, 2009
- Cosi Nuda, poèmes, Roma, Ensemble, 2012 [présentation en ligne : Federico Taibi, Patria Letteratura, 2012]
- Senza verbo, Lietocolle 2017

### Anthologies
- Poeti toscanialla soglie del terzio millennio, 2000
- Impronte. Scritture dal mondo, 2003
- Italiani per vocazione, 2005
- Multicultural literature in contemporary Italy, 2007

## Distinctions
- Prix régional pour la poésie de Montréal, 1979[4]
- Premio Faro d'Argento de la ville de Riposto (Sicile), 1999[4]
- Premio Sulle ceneri del Novecento de Arezzo, 2000[4]
- Premio Nuove lettere de Naples, 2001[4]